# Interdiction législative de la propagande homosexuelle en Russie
Lire en ligne

Sur le site officiel de la Rossiyskaya Gazeta : (ru) Texte de la loi, au jour de sa publication

L'interdiction législative de la propagande homosexuelle en Russie auprès des mineurs (ou loi fédérale no 135-ФЗ) est un texte de loi ratifié par le président Vladimir Poutine le 30 juin 2013. Elle modifie l'article 5 de la loi fédérale relative à la « protection des enfants contre les informations nuisibles à leur santé et à leur développement » et certains actes législatifs de Russie. Cette loi vise ainsi à « protéger les enfants contre les informations qui favorisent le déni des valeurs traditionnelles de la famille ».
Votée à l'unanimité moins une voix (abstention de Ilia Ponomarev) par la Douma russe le 15 juin 2013, cette loi interdit la « promotion de relation sexuelle non traditionnelle auprès des mineurs » (la majorité civile étant atteinte à 18 ans). Contresignée par le président Vladimir Poutine le 30 juin suivant, elle vise à interdire officiellement toute forme de « propagande homosexuelle » en direction des mineurs, ce qui inclut tout discours favorable à la communauté LGBT.
La loi a été condamnée par la Cour européenne des droits de l'homme le 20 juin 2017, par une décision considérant que ce texte avait renforcé la stigmatisation des homosexuels, et ordonnant aux autorités russes de verser un total de 43 000 euros, au titre du dédommagement moral aux requérants,.
À la suite de l'entrée en vigueur de la loi en 2013, le nombre de crimes de haine ciblant la population LGBT a été multiplié par cinq en Russie.
En novembre 2022, la loi a été étendue pour concerner également les majeurs, interdisant la « propagande » des « relations sexuelles non traditionnelles » et le « déni des valeurs familiales ».
Pour le chercheur Alexander Kondakov, le but de la loi est surtout de construire une séparation entre « l'Occident libéral » et une « Russie traditionaliste ».

## Condamnations et impacts
Peu de temps après l'entrée en vigueur de la loi, en octobre 2013, la chaîne de télévision russe EvroKino se fait rappeler à l'ordre pour la diffusion du film Les Chansons d'amour, et le film est interdit de diffusion dans le pays,.
En octobre 2016, le tribunal de Barnaoul demande le blocage du site de l'ONG Children-404 par Roskomnadzor.
En 2019, la chanteuse Lara Fabian révèle que l'interprétation de sa chanson La Différence lui a valu des menaces « sévères » et une amende lors d'une série de concerts en Russie,.
À la suite d'une cérémonie de remise de prix en juin 2021 ayant causé des controverses autour de la présence d'invités masculins portant des robes ainsi que la présence de deux hommes en costume (par assimilation à une cérémonie de mariage entre hommes), la chaîne Muz-TV doit payer une amende de 1 000 000 roubles .
Le 26 avril 2022, Meta est condamnée à payer une amende de 4 000 000 roubles par le tribunal du district de Taganski pour ne pas avoir retiré des contenus LGBT. Quelques mois plus tard en octobre 2022, c'est la plateforme TikTok qui est condamnée à une amende de 3 000 000 roubles le 4 octobre 2022 pour ne pas avoir retiré des vidéos au contenu LGBT.

### 2023
En avril 2023, Gela Gogishvili et Haoyang Xu, un couple gay populaire sur TikTok, sont arrêtés dans la ville de Kazan pour dissémination de « propagande homosexuelle » en direction des mineurs. Haoyang Xu, décrivant ses conditions de détentions comme « inhumaines », est condamné à la déportation en Chine.
Le 11 mai 2023, Google écope d'une amende de 3 000 000 roubles pour ne pas avoir retiré du contenu LGBT de YouTube. Quelques semaines plus tard, la cour de Saint-Pétersbourg condamne la plateforme de streaming Tricolor à une amende de 1 200 000 roubles pour la diffusion de Perfetti sconosciuti.
En novembre 2023, la cour de Saint-Pétersbourg condamne AIVA, une chaîne de télévision russe, à une amende de 500 000 roubles pour la diffusion d'un clip de Sergueï Lazarev qui montre des couples s'embrassant et se tenant la main, certains étant de même sexe,.
En décembre 2023 éclate une polémique autour d'une soirée dans un club moscovite, le Mutabor, dont le nom et le code vestimentaire sont « Presque nu ». La justice condamne le rappeur Vacio à 15 jours de prison au titre de « propagande des relations sexuelles non traditionnelles », car il a participé à la soirée vêtu uniquement de chaussettes. Il écope de 10 jours de plus pour hooliganisme, l’empêchant de se présenter à une convocation pour la conscription dans l'armée russe. Un tribunal de Moscou fait fermer le club pour trois mois à la suite de l'organisation de la soirée.
Plusieurs personnes ont reçu des amendes pour l'usage de divers objets aux couleurs du drapeau arc-en-ciel après le durcissement de la loi en novembre 2023.

### 2024
En février 2024, la police effectue un raid lors d'une convention de fans de la série My Little Pony : Les amis, c'est magique à Moscou, invoquant la loi sur la promotion de la propagande homosexuelle pour arrêter l'événement. Un autre raid a lieu à Toula lors d'une soirée promouvant « l'amour, l'ouverture et la sexualité », ou les forces de l'ordre trainent les participants dans la neige. 2 participants ont reçu une amende de 50 000 roubles pour « promotion de relations sexuelles non traditionnelles ».
252 livres, tels que La Ballade de l'impossible ou Nétotchka Nezvanova sont retirés du site de vente en ligne Megamarket (ru) à la suite du passage de la loi, la liste ayant été assemblée un an plus tôt.
En mars 2024, l'administratrice et le directeur artistique d'un bar en Oural sont arrêtés et incarcérés jusqu'à leur procès en mai 2024 pour « extrémisme » LGBT+. Le patron du bar est arrêté quelques jours plus tard à l'aéroport de Moscou.
En avril 2024, une perquisition cible la galerie moscovite Musée Garage d'Art Contemporain (en) à la suite de la présence de contenus pro-LGBTQ+.
En juin 2024, les médias russes annoncent que Duolingo a dû retirer du contenu pro-LGBT à la suite d'une plainte d'un groupe d'activistes.
En juillet 2024, Roskomnadzor, l'autorité de régulation des médias russe, bloque le site de fanfictions Ficbook (ru) en raison de la présence d'histoires avec des romances homosexuelles. En août 2024, l'agence demande de retirer le roman Springfield du site de son éditeur, menaçant de faire bloquer le site en entier en cas de non exécution de la demande. Quelques jours plus tard en septembre 2024, la même autorité fait bloquer le film Le secret de Brokeback Mountain sur les sites proposant des films piratés en streaming. Le film a été retiré en mai 2024 des plateformes légales en même temps que d'autres films tel que Call Me by Your Name, La Mauvaise Éducation.
En septembre 2024, le tribunal de Taganski inflige au service Kinopoisk des amendes d'un montant total de 10 000 000 roubles pour « propagande de style de vie LGBTQ+ et pédophilie ».
Dans la nuit du 11 au 12 octobre 2024, la police effectue 2 descentes dans des boites de nuit gays de Moscou, arrêtant 50 personnes à la suite de plaintes de la population plus tôt dans la semaine,. D'autres descentes de police ont lieu dans des boites de nuit de Moscou à la fin du mois de novembre 2024,, et au début du mois de décembre.

### 2025
En janvier 2025, la police arrête les employés d'une boite de nuit de Yakutsk pour les interroger à la suite de soupçons d’événements où des artistes trans sont présents.
En mai 2025, le tribunal de Taganski inflige plusieurs amendes administratives pour un total de 10 500 000 roubles à Apple. Les représentants légaux de la firme ont demandés à ce que le procès se déroule à huis clos, mais il est supposé que le chef d'accusation soit le non blocage de l'accès à des contenus interdits en Russie par l'entreprise.

## Influence sur d'autres pays

### Bulgarie
En août 2024, le gouvernement bulgare fait voter une loi proposée par le partie d'extrême droite Renaissance interdisant « la propagande, la promotion ou l'incitation » des sujets LGBTQ+ dans les écoles, et inspiré par la loi russe.